# Anabranch
Anabranch är en rural plats i Wentworth Shire i New South Wales i Australien. Folkmängden uppgick till 51 år 2006.